# Amyema friesiana
Amyema friesiana är en tvåhjärtbladig växtart som först beskrevs av Schumann, och fick sitt nu gällande namn av Danser. Amyema friesiana ingår i släktet Amyema och familjen Loranthaceae. Inga underarter finns listade i Catalogue of Life.